# Slaget vid Anklam
Slaget vid Anklam stod den 28 januari 1760, mellan  svenska och preussiska styrkor under det Pommerska kriget. Striden ägde rum i och runt staden Anklam

## Bakgrund
Den 20 januari 1760 hade den preussiska hären om ca 4000 - 5000 man under generalmajoren Heinrich von Manteuffel gått över floden Peene i syfte att tränga tillbaka de svenska styrkorna till Stralsund, samtidigt som de hoppades kunna gå i vinterkvarter inom Svenska Pommern. Den svenske befälhavaren Jakob Albrekt von Lantinghausen ville hindra detta och hade samlat sin här utanför Greifswald och mötte nu de preussiska styrkorna under von Manteuffel i en serie mindre träffningar som ledde fram till slaget utanför Anklam den 28 januari.

## Slaget
Preussarna hade redan innan slaget påbörjat sin utrymning av Svenska Pommern, men von Manteuffel var kvar med en trupp vid Anklam. Under de tidiga timmarna den 28 januari överrumplades preussarna av svenska trupper anförda av generalen Adam Horn. De svenska trupper utgjordes främst av soldater ur Skaraborgs regemente, som ledde anfallet. Dessutom deltog trupper från Jönköpings regemente, Södermanlands regemente och Västerbottens regemente.
von Manteuffel sårades av tre bajonettstick under striden, och togs till fånga av den Svenska armén tillsammans med 187 preussiska soldater, varav fyra officerare. Dessutom förlorade preussarna 3 kanoner till svenskarna samt 13 dödade soldater.
En intressant detalj är att den svenska kornetten vid Svenska husarregementet Gebhard Leberecht von Blücher skadades i foten. Blücher gick sedermera i preussisk tjänst och deltog som fältmarskalk vid Slaget vid Waterloo 1815.

## Resultat
Preussarna utrymmer Svenska Pommern och går tillbaka över Peene.